# نقل (الاتصال عن بعد)

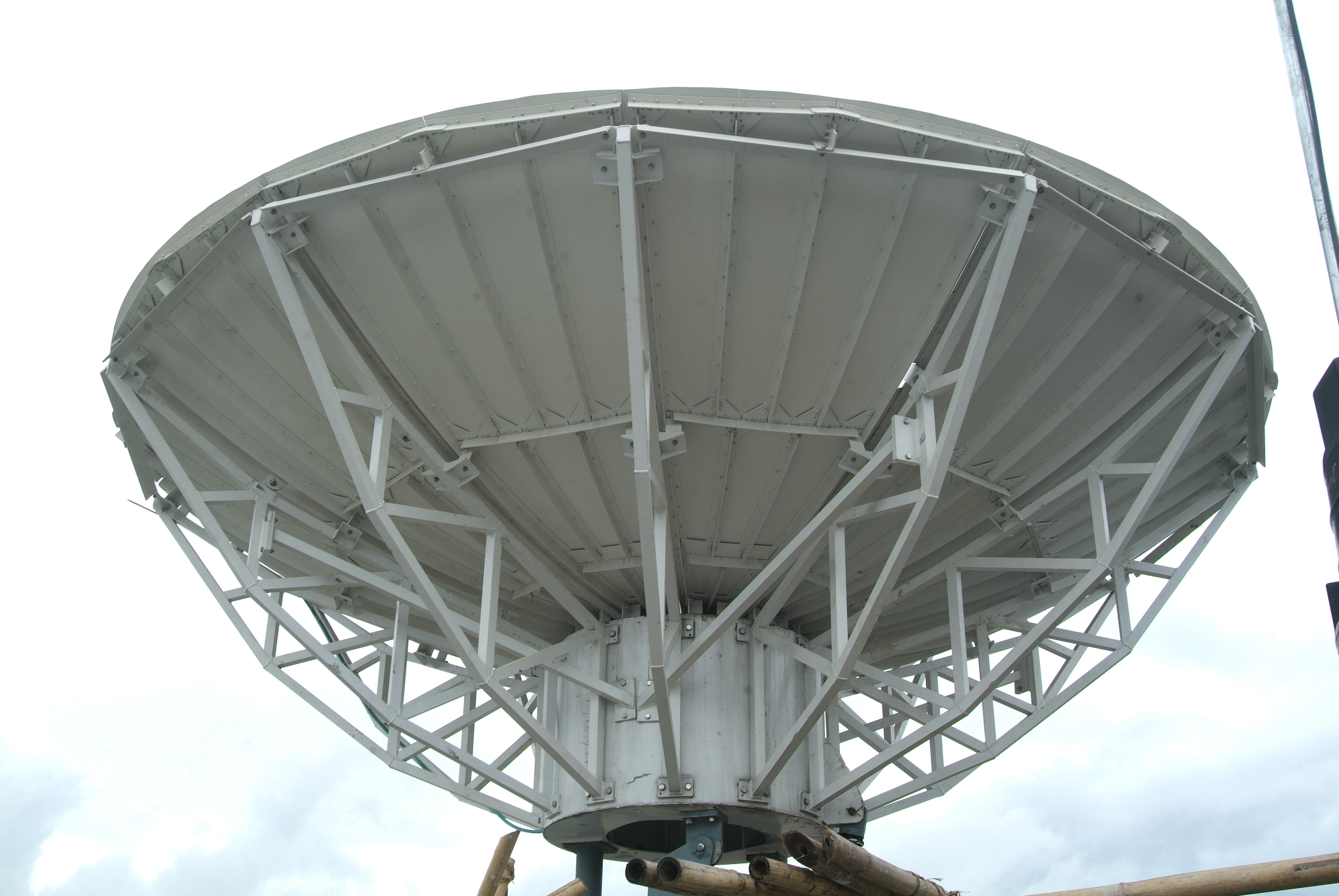
هوائي مستخدم في محطات الإذاعة

في مجال الاتصال عن بعد، النقل (وتختصر ب Tx) هي عملية إرسال ونشر وإستقبال معلومات وإشارات تناظرية أو رقمية من نقطة إلى نقطة أخرى، أو من نقطة إلى عدة نقاط. من خلال الأسلاك والكابلات، الألياف الضوئية، أو لاسلكيًا.

## التطبيقات
من أمثلة انتقال إشارة في مدة معينة:
- المكالمات الهاتفية
- البريد الإلكتروني

## تقنيات النقل
هناك بروتكولات يجب إتباعها في عملية النقل مثل:
- التضمين
- فك التضمين
- ترميز الخط
- التكافؤ
- كشف الأخطاء وتصحيحها
- التزامن
- التضميم

والإشارات إما أن تكون رقمية أو تناظرية، ويسمي عملية الإرسال والنشر والإستقبال بعملية نقل البيانات.